# Ghiacciaio Mariner
Il ghiacciaio Mariner è un ampio ghiacciaio lungo circa 100 km e largo circa 27 km in prossimità del suo termine, situato nella parte nord-occidentale della Dipendenza di Ross, nell'Antartide orientale. Il ghiacciaio, il cui punto più alto si trova a circa 1700 m s.l.m., si trova sulla costa di Borchgrevink, tra i monti della Vittoria, a nord, e la dorsale dell'Alpinista, sud. Il Mariner ha origine dal versante orientale del nevaio Evans, tra il gruppo vulcanico chiamato Le Pleiadi, a ovest, e la dorsale Barker, da dove scorre verso sud-est scorrendo lungo il versante meridionale dei picchi Lawrence e dell'altopiano Malta fino ad entrare nella baia di Lady Newnes, formando l'omonima lingua glaciale che si estende per una trentina di chilometri sopra la baia.

Lungo il suo percorso, il flusso del ghiacciaio Mariner è arricchito da quello di diversi altri ghiacciai che gli si uniscono, tra cui quello dei ghiacciai Seafarer e Potts, da nord, e dei ghiacciai Gair, Argonauta, Meander e Boyer, da sud.

## Storia
La parte terminale del ghiacciaio Mariner e l'entrata della valle occupata dal ghiacciaio è stata avvistata nel dicembre del 1958 dal capitano John Cadwalader, della marina militare statunitense, e da due membri della spedizione neozelandese di ricognizione geologica antartica svolta nel 1958-59. I tre erano partiti in volo dalle rompighiaccio USS Glacier e USS Staten Island, che stavano ancorate al largo della costa meridionale dell'isola Coulman nel tentativo di far prendere terra sul continente ai membri della spedizione. Il ghiacciaio fu quindi così battezzato dai membri della spedizione neozelandese in onore al contributo dato dai marinai ("Mariner" in inglese) alla ricerca e all'esplorazione antartiche.

## Mappe
Di seguito una serie di mappe in scala 1:250 000 realizzate dallo USGS:

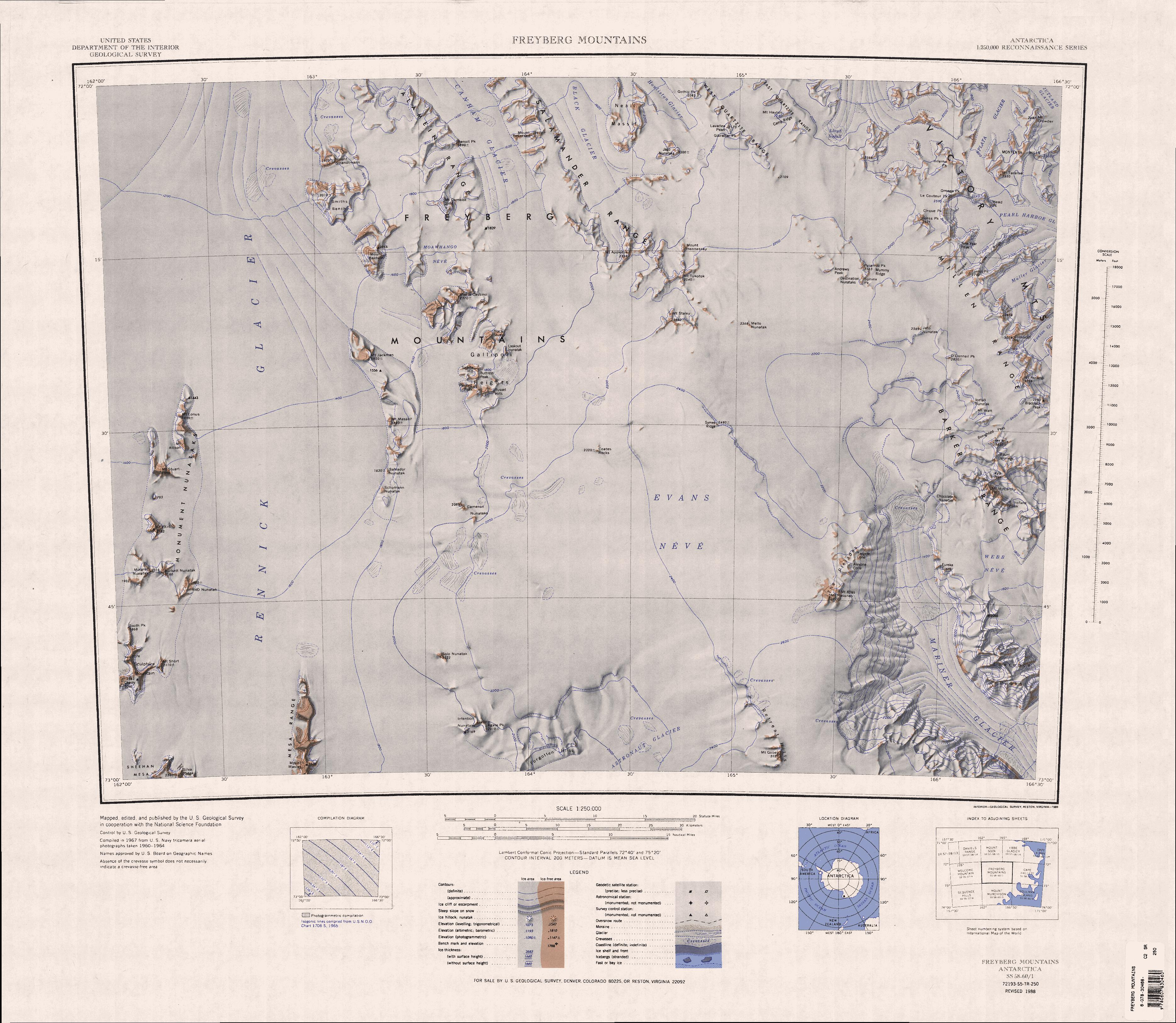
Nella parte sud-orientale di questa mappa si può vedere il tratto iniziale del Mariner.
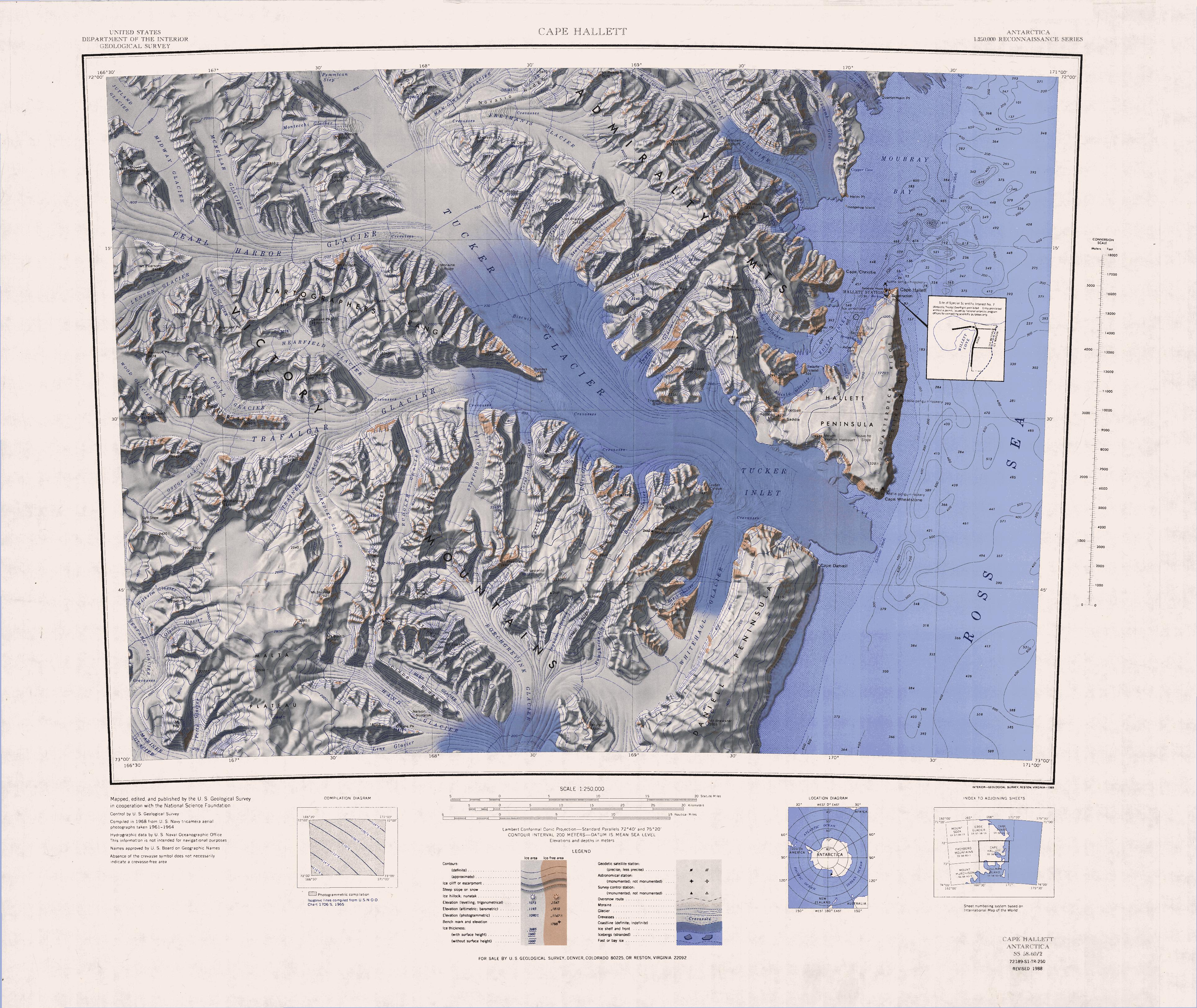
Nell'angolo sud-occidentale di questa mappa è visibile una parte intermedia del flusso del Mariner.
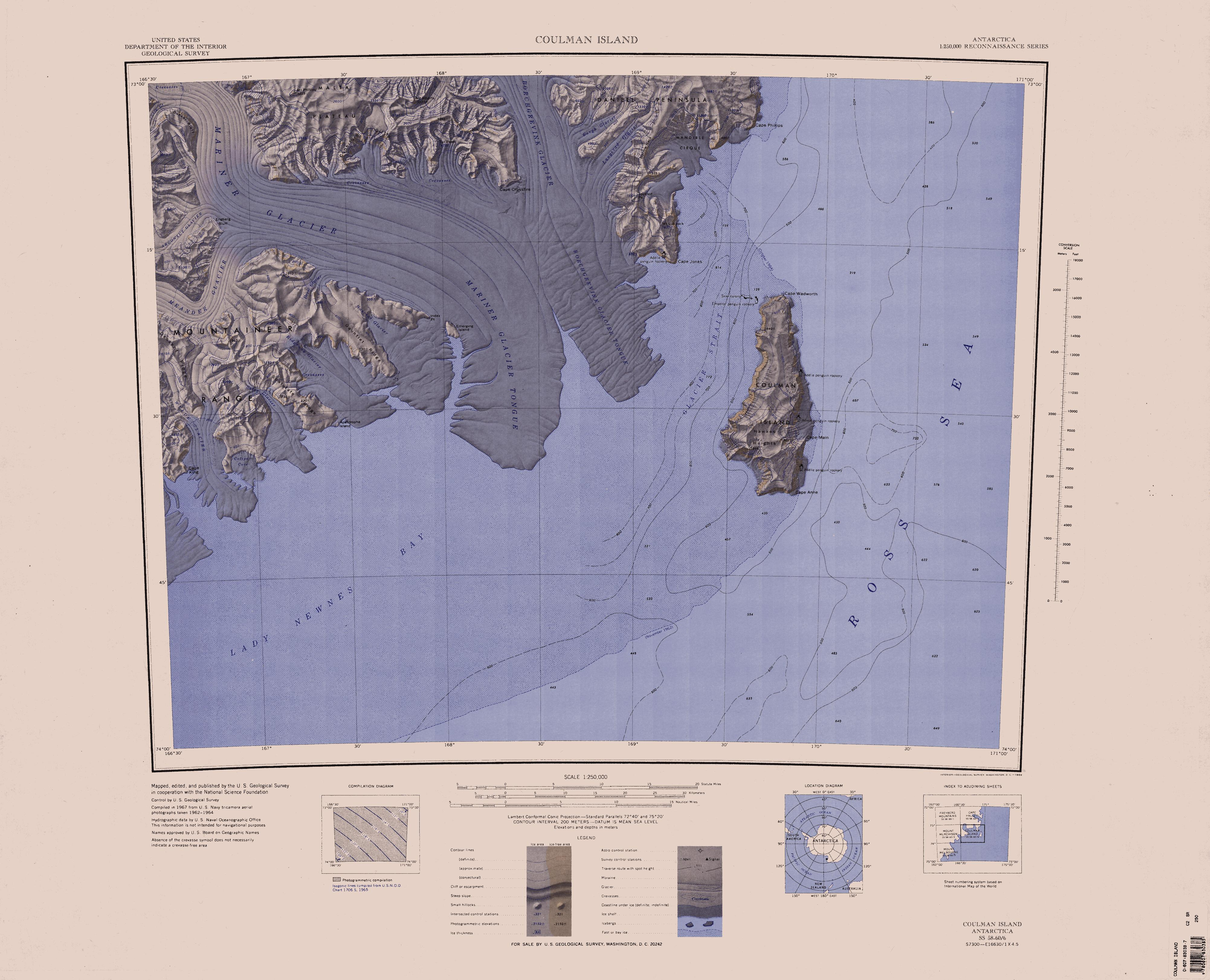
Nella parte nord-occidentale di questa mappa è visibile il tratto finale del flusso del Mariner.